# قبأ الغابات
قبأ الغابات أو تِفّ الغاب (الاسم العلمي: Poa nemoralis)، نبات عشبي بري معمر يعلو من 30 إلى 60 سم. يرغب في المواقع الظليلة. يجود في الأتربة الرملية. يُستعمل لتحضير الحدائق الورافة الظل.

## التوزيع والموئل
مهده أوروبا، حيث يمتد نطاقه من البرتغال إلى بلغاريا، وآسيا حيث يمتد نطاقه من إيران إلى اليابان. أُدخل إلى أستراليا ونيوزيلندا، وأمريكا الشماليةحيث جُنّس في جنوب شرق كندا وشمال شرق الولايات المتحدة. يرغب بالظل، وغالبًا ما يوجد في الغابات وينمو بطول يصل إلى نصف متر. ينتشر بشكل عام في بريطانيا في الغابات الجافة والدغل والضفاف المسيجة الظليلة على تربة جيدة التصريف. في نطاق انتشاره الغازي في أمريكا، ينمو أحيانًا في الغابات الصنوبرية، حيث يُعتقد أن وجوده يزيد من مخاطر الحرائق، وفي السهول الفيضية، وضفاف الأنهار والبحيرات، والمواقع المضطربة. يوجد في الجزر البريطانية في جميع أنحاء المملكة المتحدة ولكن في مواقع متفرقة أكثرها في أيرلندا، حيث ربما تم أدخاله هناك.